# Surwold
Surwold es un municipio situado en el distrito de Emsland, en el estado federado de Baja Sajonia (Alemania), a una altitud de 25 metros. Su población a finales de 2016 era de unos 4250 habitantes y su densidad poblacional, 77 hab/km².
Se encuentra ubicado a poca distancia al este de la frontera con Países Bajos y al norte de la del estado de Renania del Norte-Westfalia.